# Władimir Wiszenkow
Władimir Michajłowicz Wiszenkow, ros. Владимир Михайлович Вишенков (ur. 15 maja 1922 we wsi Charkowo, rejon wiaziemski w obwodzie smoleńskim, zm. 10 marca 2003 w Moskwie) – radziecki dowódca wojskowy, generał pułkownik lotnictwa, Bohater Związku Radzieckiego.

## Życiorys
Pochodził z rodziny chłopskiej. Przed wojną ukończył kurs pilotażu w aeroklubie. W 1940 ukończył Oficerską Szkołę Pilotów w Engelsie. W 1952 ukończył studia w Akademii Sił Powietrznych. W 1958 w stopniu pułkownika ukończył z wyróżnieniem i złotym medalem Wojskową Akademię Sztabu Generalnego.
Służbę w Armii Czerwonej rozpoczął – po ukończeniu 10 klas szkoły średniej – w 1940 w mieście Gorki (obecnie Niżny Nowogród). W czasie wojny niemiecko-radzieckiej był pilotem w 8 samodzielnym pułku lotnictwa dalekiego rozpoznania 8 Armii Lotniczej 4 Frontu Ukraińskiego. Od sierpnia 1942 w stopniu sierżanta był dowódcą klucza w tym pułku. Brał udział w bitwie stalingradzkiej, następnie na Froncie Południowym oraz 4 Froncie Ukraińskim, w operacji berlińskiej i praskiej. Wykonał 257 lotów bojowych, był czterokrotnie zestrzelony. Za wzorowe wypełnienie zadań, przejawioną odwagę i męstwo w walkach z Niemcami decyzją Prezydium Rady Najwyższej ZSRR z 13 kwietnia 1944 nadano mu tytuł Bohatera Związku Radzieckiego (nr 1309). 24 czerwca 1945 w stopniu kapitana wziął udział w Paradzie Zwycięstwa na Placu Czerwonym w Moskwie – w składzie zbiorczego pułku 4 Frontu Ukraińskiego.
Po zakończeniu wojny kontynuował służbę w Armii Radzieckiej. Początkowo był zastępcą dowódcy eskadry lotniczej. Następnie pełnił służbę w sztabie głównym Sił Powietrznych – jako oficer oraz starszy oficer w oddziale operacyjnym. Po ukończeniu studiów w Wojskowej Akademii Sztabu Generalnego był szefem sztabu dywizji lotnictwa bombowego.
Od maja 1961 pełnił służbę w Wojskach Rakietowych Przeznaczenia Strategicznego ZSRR. Do 1965 był szefem sztabu 5 Samodzielnego Korpusu Rakietowego w m. Kirow, następnie przez 3 lata dowodził dywizją rakietową w Niżnym Tagile. Na tym stanowisku awansował do stopnia generała majora. W latach 1968–1970 był dowódcą 3 Samodzielnego Korpusu Rakietowego we Włodzimierzu.
Od 1970 do 1976 dowodził 27 Armią Rakietową ze sztabem we Włodzimierzu. 27 kwietnia 1975 awansował do stopnia generała pułkownika. W latach 1976–1987 był szefem sztabu głównego – pierwszym zastępcą głównodowodzącego Wojskami Rakietowymi Przeznaczenia Strategicznego ZSRR.
Od czerwca do lipca 1987 był wojskowym konsultantem grupy generalnych inspektorów Ministerstwa Obrony ZSRR. W 1987 został przeniesiony do rezerwy.
Jego syn Witalij (ur. 1949) pełnił służbę w Armii Radzieckiej i przeszedł do rezerwy w stopniu generała majora. Drugi z synów – Władimir (ur. 1957) jest podpułkownikiem rezerwy armii rosyjskiej. Córka Olga (ur. 1952) jest doktorem nauk ekonomicznych.
Od 1943 był członkiem WKP(b).
Zmarł w Moskwie i tam został pochowany na Cmentarzu Trojekurowskim.

## Odznaczenia
- Medal „Złota Gwiazda” Bohatera Związku Radzieckiego (13 kwietnia 1944)
- Order Lenina (dwukrotnie)
- Order Rewolucji Październikowej
- Order Czerwonego Sztandaru (trzykrotnie)
- Order Czerwonego Sztandaru Pracy
- Order Aleksandra Newskiego
- Order Wojny Narodowej I klasy (dwukrotnie)
- Order Czerwonej Gwiazdy
- oraz wiele innych odznaczeń radzieckich i zagranicznych